# Palazzo Scaruffi
Der Palazzo Scaruffi ist ein Palast aus dem 16. Jahrhundert in Reggio nell’Emilia in der italienischen Region Emilia-Romagna. Der Palast liegt in der Via Crispi und ist nach der Familie des bekannten Wirtschaftsgelehrten Gasparo Scaruffi benannt. Diesem ist der Kauf der beiden bedeutenden Statuen von Prospero Spani zu verdanken, die heute beide Seiten des Eingangsportals zum Palazzo Ducale in Modena zieren.
Der Palast wurde im Laufe der Zeit grundlegenden Veränderungen unterzogen. Dennoch sind die beiden Figuren von Spani, genannt Clemente, in den Eingangsovalen und einige Fresken in den Sälen des Palastes erhalten geblieben. Eine von ihnen, die der Liebe gewidmet ist, ist mit Szenen verziert, die vom Werk von Apuleius namens Metamorphosen inspiriert sind: Das Treffen von Jupiter und Antiope, das Bad der Nymphen, Episoden aus der Fabel von Amor und Psyche. Die Fresken von bemerkenswerter Qualität werden dem Maler Orazio Perucci zugeschrieben, der in Novellara arbeitete, ein Schüler von Nicolò dell’Abbate war und dessen Fresken sich auch in der Burg von Scandiano finden.
Der Empfangssalon hat eine Klostergewölbedecke mit eleganten Bögen und Lünetten auf allen vier Seiten und ist durch einen doppelten, hängenden Bogen (d. h., ohne Mittelsäule) mit roten Marmorkapitellen, gestützt von zwei Terrakottaköpfen von Clemente, gekennzeichnet. Die breite Treppe, die zum ersten Obergeschoss führt, wurde Ende des 19. oder Anfang des 20. Jahrhunderts rekonstruiert.
Kürzlich wurde der Palast genauen und komplexen Restaurierungsarbeiten unterzogen und wurde dann zum Sitz der örtlichen Handelskammer.